# Oficina Pública de la Llengua Catalana
L'Oficina Pública de la Llengua Catalana és una institució de la Catalunya del Nord amb l'objectiu de normalitzar la llengua catalana a la Catalunya del Nord, creada pel Consell Departamental dels Pirineus Orientals amb el suport de la regió d'Occitània i l'Estat francès la seva presentació es va fer 1 juliol 2019 a la universitat de Perpinyà però no es va posar en marxa fins al setembre d'aquest mateix any